# والدورف (تورینگن)
والدورف (به آلمانی: Walldorf) یک شهر در آلمان است که در اشمالکالدن-ماینینگن واقع شده‌است. والدورف ۲٬۲۷۳ نفر جمعیت دارد.